# Pop'lied
Pop'lied is het derde album van de Belgische band Wawadadakwa uit 2002.

## Tracklist
1. Pop' Lied
2. Trompetters!
3. Keizerlied
4. De weefkamer
5. Weefgetouwlied
6. Bonk en bifi boogie-woogie
7. Leve de keizer
8. Wawakristalla

## Meewerkende muzikanten
- Muzikanten:
  - Simon Pleysier
  - Stefaan Blancke
  - Steven Van Gool (bas)
  - Winok Seresia
  - Kobe Proesmans